# PX Возничего
PX Возничего (лат. PX Aurigae) — двойная затменная переменная звезда типа Алголя (EA) в созвездии Возничего на расстоянии (вычисленном из значения параллакса) приблизительно 7360 световых лет (около 2257 парсеков) от Солнца. Видимая звёздная величина звезды — от +16,6m до +15,5m. Орбитальный период — около 1,4928 суток.

## Характеристики
Первый компонент — оранжево-жёлтая звезда спектрального класса K-G. Радиус — около 2,02 солнечных, светимость — около 2,372 солнечной. Эффективная температура — около 5045 К.